# アルモン

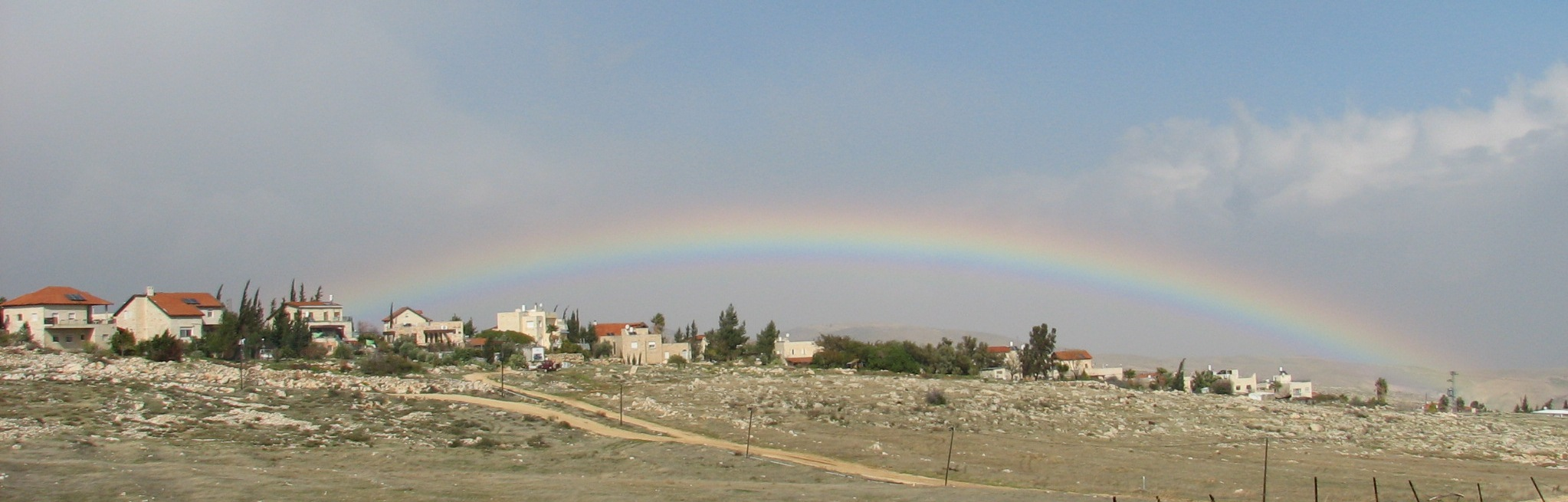
アルモン

アルモンは旧約聖書に登場する地名でアレメテの別名である。アナトテの東北2km現在のキルベト・アルミトと言われる。
ベニヤミン族の相続地のリストには含まれていないが、ベミヤミン族の相続地であった。ベミヤミン族の相続地の一つとして与えられたもの、レビ人の住むべき町々、家畜のための放牧地の一つとして与えられたと書かれている。